# 日進駅 (北海道)
日進駅（にっしんえき）は、北海道（上川総合振興局）名寄市日進にある北海道旅客鉄道（JR北海道）宗谷本線の駅である。電報略号はニン。事務管理コードは▲121819。駅番号はW49。

## 歴史
気動車列車の運行開始に伴い、地元の要望を受けて設置された。

### 年表

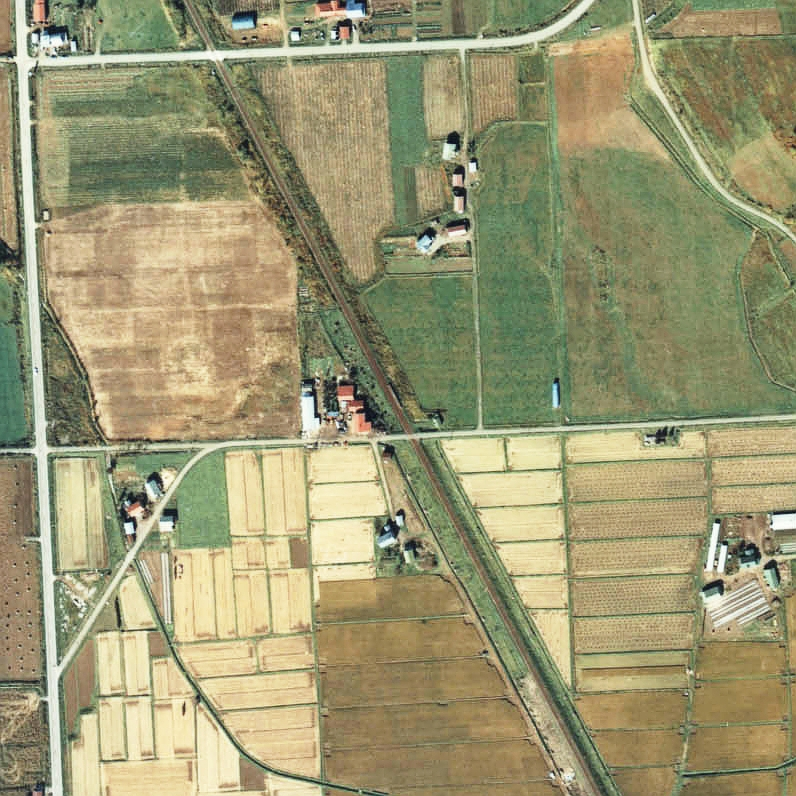
1977年の日進駅と周囲約500m範囲の状況。上が稚内方面。名寄側に道道939号の踏切があり、待合室はホームから少し離れた道路脇にある。道路右へは、なよろ健康の森、左へは天塩川を渡って陸上自衛隊名寄駐屯地に至る。

- 1955年（昭和30年）12月1日：日本国有鉄道宗谷本線名寄駅 - 智東駅間に日進仮乗降場を設置[新聞 1][2][注釈 1]。
  - 設置に際し、ホーム床板の木材と労働力は住民が提供した[2]。
  - 仮乗降場から約300ｍ離れたスキー場（日進七線スロープ、現在は山林）への誘客を狙って設置され、当時は日曜日と祝日に名寄駅からレールバスの臨時運行も計画された[新聞 1]。
- 1956年（昭和31年）4月：待合室設置[2]。
  - 敷地の寄付を受け、住民が名寄町（当時）と名寄農業協同組合（現在の道北なよろ農業協同組合の前身）の援助を受けて完成させた[2]。
- 1959年（昭和34年）11月1日：日進駅として新設開業[3]。旅客のみ取扱い。
- 1987年（昭和62年）4月1日：国鉄分割民営化により、北海道旅客鉄道（JR北海道）の駅となる。
- 2020年（令和2年）12月9日：JR北海道が、2021年度より地元自治体（名寄市）による維持管理に移行することを発表[JR北 1]。
- 2021年（令和3年）4月：名寄市による維持管理に移行[新聞 2][新聞 3]。

### 駅名の由来
所在地名より。当地に岐阜県から和人が入植した際「日進月歩」の意味を込めて「日進」と名付けたことに由来する。

## 駅構造
地上駅。線路の稚内方面に向かって右手側に単式ホーム1面1線を有する、分岐器を持たない棒線駅となっている。
開業時からの無人駅（名寄市管理）で、ホーム南側の出入口から少し離れた位置に、小波鉄板張りで、中央出入口部分に小さな合掌を設けた待合所を有する。駅舎に掲げられている「日進」の駅銘板記載のマークは、名寄市の旧市章である。ホームは木製で、旭川方にスロープを有し駅施設外に連絡している。トイレの設備はない。

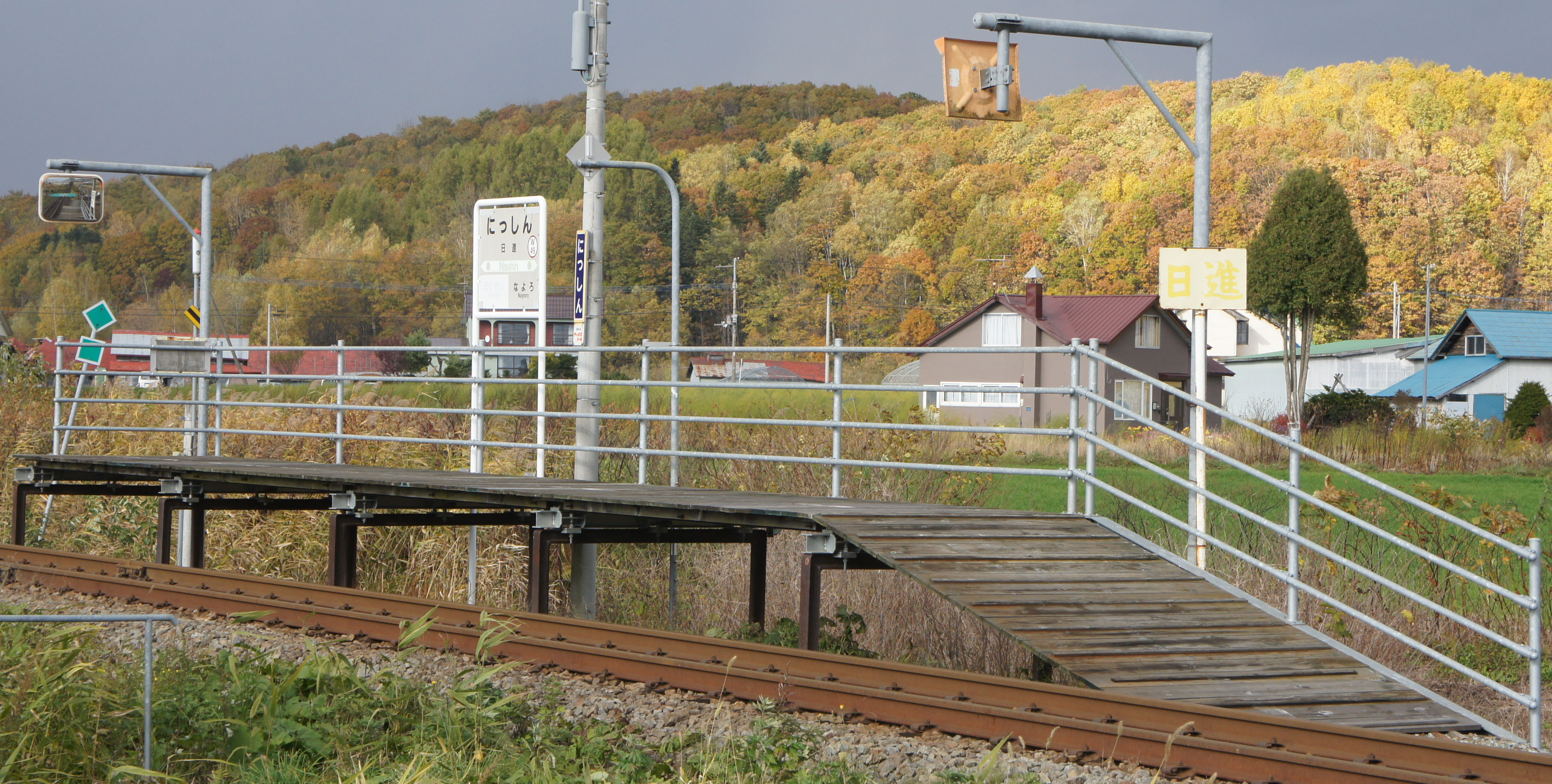
駅全景（2017年10月）
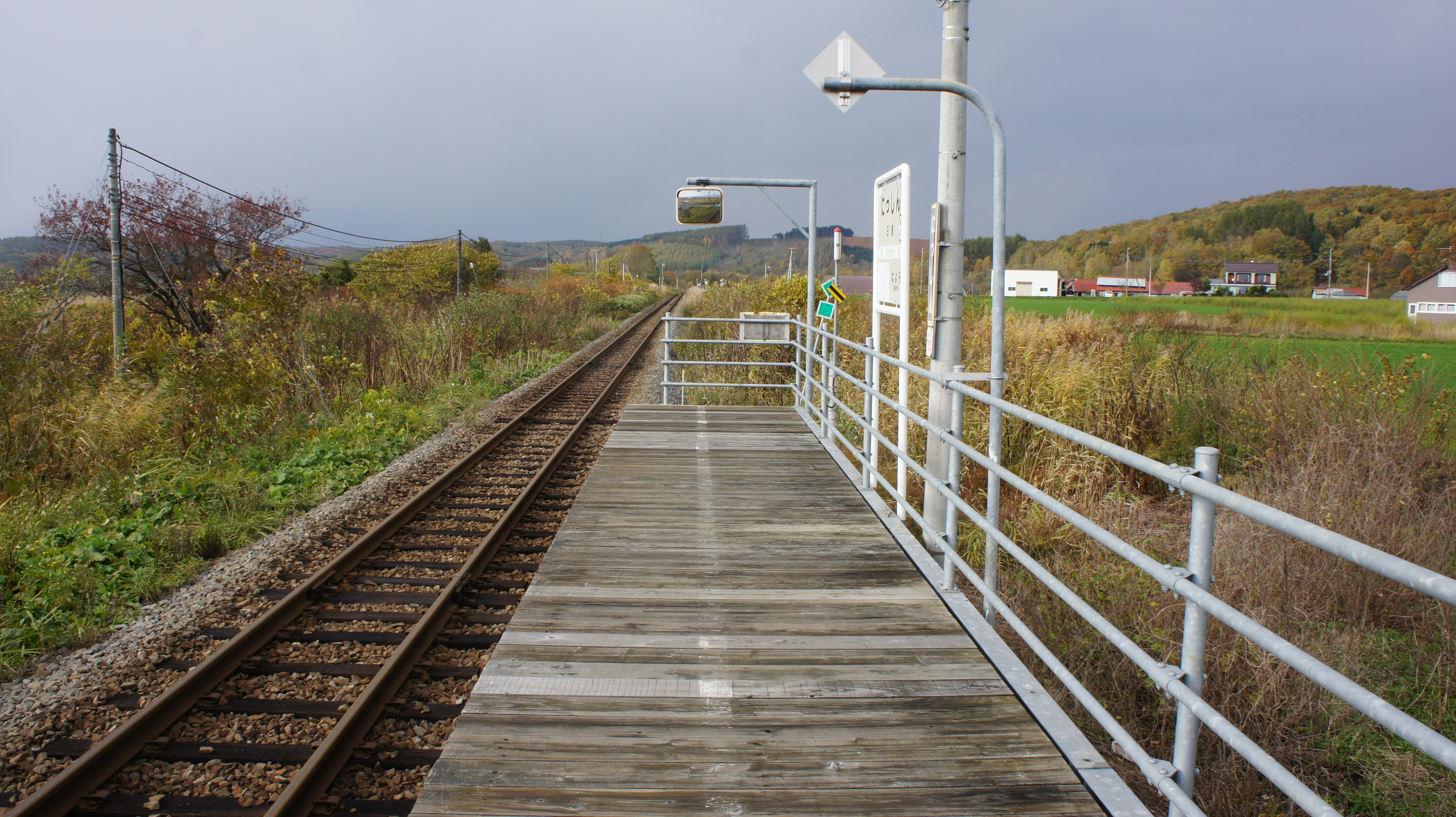
ホーム（2017年10月）
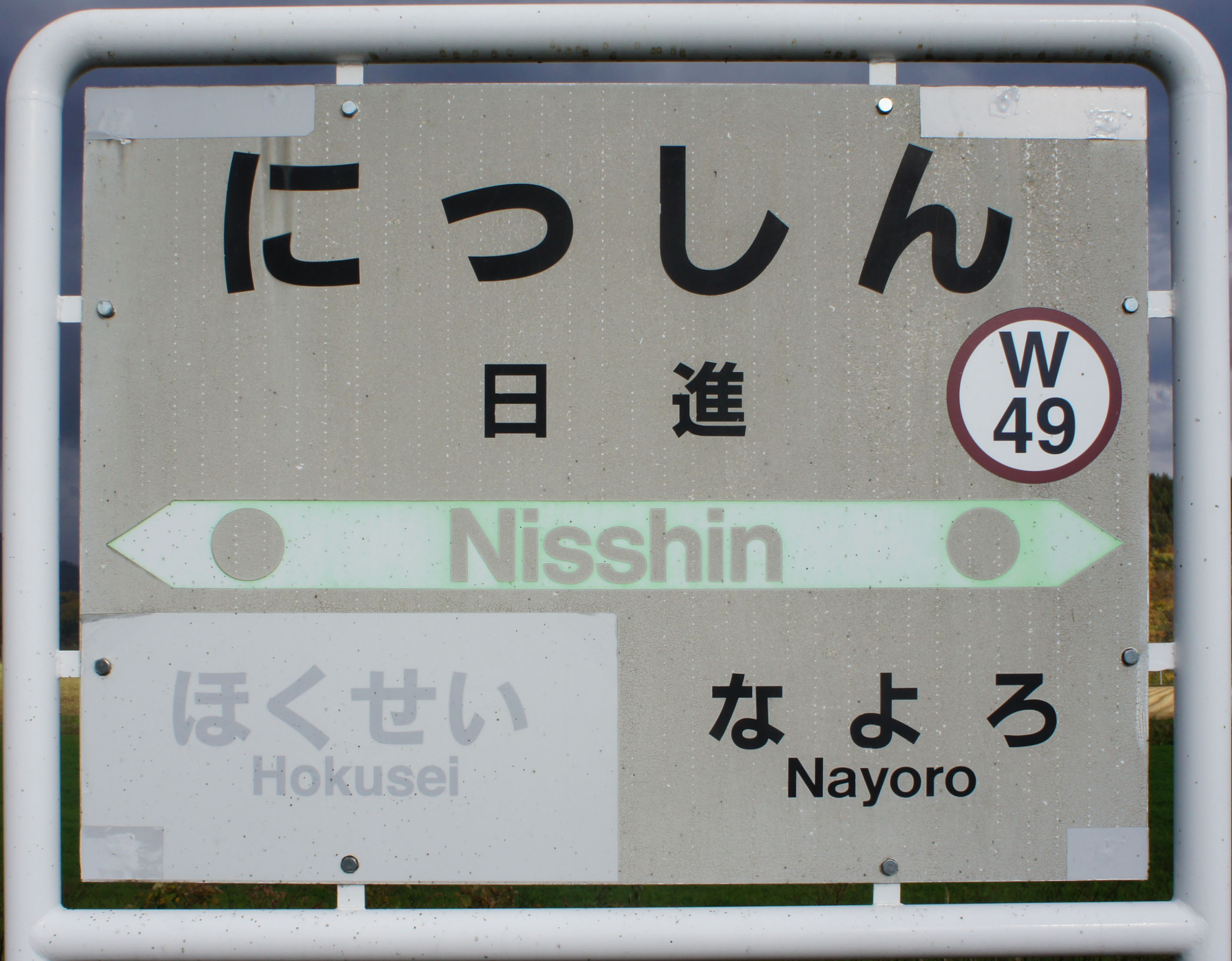
駅名標（2017年10月）

## 利用状況
乗車人員の推移は以下のとおり。「JR調査」については、当該の年度を最終年とする過去5年間の各調査日における平均である。
| 年度               | 乗車人員 | 乗車人員 | 乗車人員 | 出典        | 備考        |
| 年度               | 年間     | 1日平均  | JR調査   | 出典        | 備考        |
| ------------------ | -------- | -------- | -------- | ----------- | ----------- |
| 1978年（昭和53年） |          | 8.0      |          | [ 12 ]      |             |
| 1992年（平成04年） |          | (1.0)    |          | [ 7 ]       | 乗降人員2人 |
| 2015年（平成27年） |          |          | 1名以下  | [ JR北 2 ]  |             |
| 2016年（平成28年） |          |          | 0.4      | [ JR北 3 ]  |             |
| 2017年（平成29年） |          |          | 0.4      | [ JR北 4 ]  |             |
| 2018年（平成30年） |          |          | 0.0      | [ JR北 5 ]  |             |
| 2019年（令和元年） |          |          | 0.0      | [ JR北 6 ]  |             |
| 2020年（令和02年） |          |          | 0.2      | [ JR北 7 ]  |             |
| 2021年（令和03年） |          |          | 0.2      | [ JR北 8 ]  |             |
| 2022年（令和04年） |          |          | 0.2      | [ JR北 9 ]  |             |
| 2023年（令和05年） |          |          | 0.4      | [ JR北 10 ] |             |

## 駅周辺
上川盆地が終わり北見山地が近づいてくる位置にある。ホームからはピヤシリ山が望める。畑作地帯である。駅の西隣にはゲストハウスがある。
- 北海道道939号日進名寄線
- 名士バス「ユースホステル前」停留所
- なよろサンピラーユースホステル
- なよろ健康の森
- トムテ文化の森
- 北海道立サンピラーパーク
- 道北射撃場
- 名寄ピヤシリスキー場
- 名寄地区衛生施設事務組合炭化センター
- 名寄地区衛生施設事務組合衛生センター
- マルハニチロ畜産 名寄工場
- 陸上自衛隊 名寄駐屯地
- 国立研究開発法人 医薬基盤・健康・栄養研究所 薬用植物資源研究センター北海道研究部[9] - 駅から西に約1.0km[6]。
- 日進山 - 標高190m。
- 名寄川 - 駅の西。
- 天塩川 - 名寄川の西。
- ピヤシリ川 - 駅の北。

## 隣の駅
北海道旅客鉄道（JR北海道）
■宗谷本線
名寄駅 (W48) - 日進駅 (W49) - *智東駅 - *北星駅 (W50) - 智恵文駅 (W51)
*:打消線は廃駅